# Alpignano
Alpignan (en italien Alpignano) est une commune italienne de la ville métropolitaine de Turin dans la région Piémont en Italie.

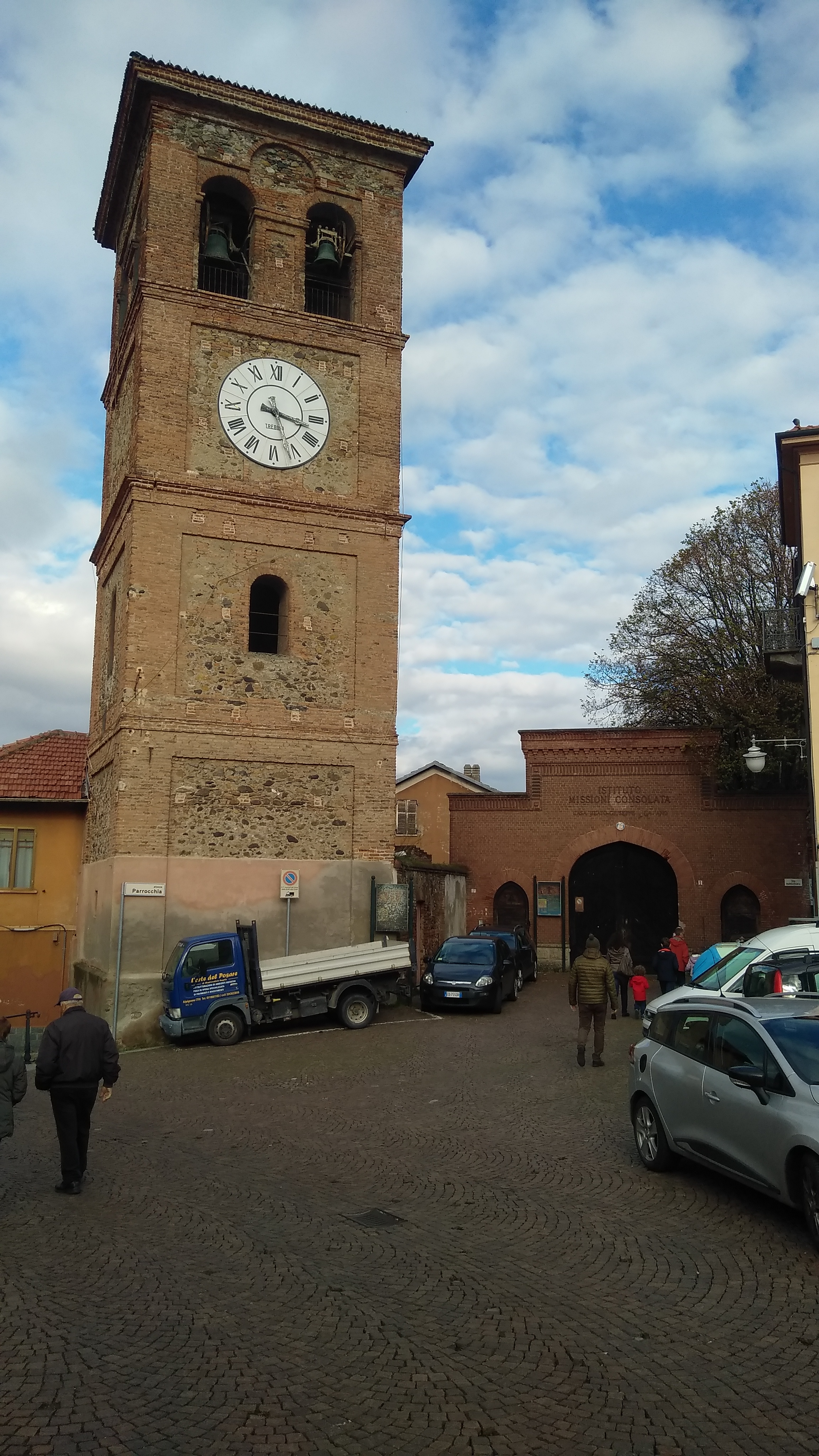
Clocher de l'église de San Martino

## Administration
| Période                                  | Période  | Identité                 | Étiquette                                                                 | Qualité |
| ---------------------------------------- | -------- | ------------------------ | ------------------------------------------------------------------------- | ------- |
| 06 Octobre 2020                          | En cours | Steven Giuseppe Palmieri | Liste Civique "Alpignano Ecologica, Alpignano Solidale, Alpignano Futura" |         |
| Les données manquantes sont à compléter. |          |                          |                                                                           |         |

## Communes limitrophes
Val della Torre, San Gillio, Pianezza, Caselet, Rivoli

## Jumelages
Alpignano est jumelée avec:
- Fontaine
- Schmalkalden, Allemagne